# Dólar de Eisenhower
El dólar de Eisenhower es una moneda con un valor facial de un dólar estadounidense emitida por la Casa de Moneda de los Estados Unidos de 1971 a 1978; fue la primera moneda de esa denominación emitida por la Casa de la Moneda desde que la serie de dólares de la Paz terminó en 1935. La moneda representa al presidente Dwight D. Eisenhower en el anverso y una imagen estilizada en honor a la misión Apolo 11 a la Luna de 1969 en el reverso, con ambos lados diseñados por Frank Gasparro (el reverso se basa en el parche de la misión Apolo 11 diseñado por el astronauta Michael Collins ). Es la única moneda de dólar estadounidense de gran tamaño cuyas marcas de circulación no contenían plata.
En 1965, debido a los aumentos en los precios de los lingotes, la Casa de la Moneda comenzó a acuñar monedas revestidas de cobre y níquel en lugar de plata. No se habían emitido monedas de un dólar en treinta años, pero, a partir de 1969, los legisladores buscaron reintroducir una moneda de un dólar en el comercio. Después de la muerte de Eisenhower en marzo, hubo una serie de propuestas para honrarlo con la nueva moneda. Si bien estos proyectos de ley generalmente contaron con un amplio apoyo, la promulgación se retrasó por una disputa sobre si la nueva moneda debería ser de metal base o 40% de plata. En 1970, se llegó a un compromiso para golpear el dólar de Eisenhower en metal base para circulación y en 40% de plata como objeto de colección. El presidente Richard Nixon, quien se había desempeñado como vicepresidente bajo Eisenhower, firmó una legislación que autorizaba la acuñación de la nueva moneda el 31 de diciembre de 1970.
Aunque las piezas de colección se vendieron bien, los nuevos dólares no circularon en ningún grado, excepto en los casinos de Nevada y sus alrededores, donde tomaron el lugar de los tokens emitidos de forma privada. No hay dólares con fecha de 1975; las monedas de ese año y de 1976 tienen una fecha doble 1776-1976, y un reverso especial de Dennis R. Williams en honor al bicentenario de la independencia estadounidense. A partir de 1977, la Casa de la Moneda buscó reemplazar el dólar de Eisenhower con una pieza de menor tamaño. El Congreso autorizó el dólar Susan B. Anthony, acuñado a partir de 1979, pero esa moneda tampoco pudo circular. Dado su modesto costo y la corta duración de la serie, los juegos completos de dólares Eisenhower son económicos de ensamblar y se están volviendo más populares entre los coleccionistas de monedas

## Antecedentes
El dólar de plata nunca había sido una moneda popular, circulando poco excepto en Occidente; sirvió como un medio para monetizar el metal y generalmente se encontraba en las bóvedas de los bancos una vez golpeado. El dólar de la Paz, el último dólar en circulación hecho de plata, no se acuñó después de 1935 y, en la mayoría de los años, en el cuarto de siglo posterior, el valor en lingotes de un dólar de plata no excedió los 70 centavos. Sin embargo, a principios de la década de 1960, los precios de la plata subieron y el público obtuvo las enormes existencias de dólares de plata en manos de los bancos y el gobierno mediante el canje de certificados de plata. Esto provocó escasez de dólares de plata en los estados occidentales donde circulaban las piezas, y allí los intereses buscaban la emisión de más dólares. 
El 3 de agosto de 1964, el Congreso aprobó una ley que preveía la fabricación de 45 millones de dólares de plata. Esta legislación se promulgó cuando las monedas desaparecieron de la circulación cuando el precio de la plata subió más allá de $ 1.29 por onza, lo que hizo que los dólares de plata valieran más como lingotes que como moneda. Las nuevas piezas estaban destinadas a ser utilizadas en los casinos de Nevada y en otros lugares de Occidente donde el "dinero fuerte" era popular. Los periódicos numismáticos se quejaron de que ganar dólares era un desperdicio de recursos. La ley había sido aprobada a instancias del líder de la mayoría del Senado, Mike Mansfield (demócrata de Montana), quien representaba a un estado que usaba mucho dólares de plata. A pesar de los esfuerzos de la directora de Casa de Moneda de los Estados Unidos, Eva Adamsy su personal para persuadirlo, la senadora Mansfield se negó a considerar cualquier cancelación o demora, y el 12 de mayo de 1965, la Casa de la Moneda de Denver comenzó a obtener dólares de la Paz de 1964-D ; la Casa de la Moneda había obtenido la autorización del Congreso para seguir golpeando monedas con fecha de 1964 en 1965. 
Se hizo un anuncio público de las nuevas piezas el 15 de mayo de 1965, sólo para encontrarse con una tormenta de objeciones. Tanto el público como muchos congresistas vieron el problema como un mal uso de los recursos de la Casa de Moneda en un momento de grave escasez de monedas, lo que solo beneficiaría a los comerciantes de monedas. El 24 de mayo, un día antes de una audiencia del Congreso convocada apresuradamente, Adams anunció que las piezas se consideraron hechas de prueba, nunca destinadas a la circulación. La Casa de la Moneda declaró más tarde que se habían golpeado 316.076 piezas; todos fueron reportados derretidos en medio de fuertes medidas de seguridad. Para asegurarse de que no se repitiera, el Congreso insertó una disposición en la Ley de acuñación de 1965 que prohíbe la acuñación de dólares de plata durante cinco años. Ese acto también eliminó la plata de la moneda de diez centavos y veinticinco centavos, y redujo el contenido de plata del medio dólar al 40%.

## Origen
En 1969, la directora de la Casa de la Moneda de la administración de Nixon, Mary Brooks, buscó la reemisión de la moneda del dólar. Para entonces, el aumento de los precios de los lingotes amenazaba el uso continuo de plata en el medio dólar Kennedy, pero Brooks esperaba mantener el dólar como moneda de plata. La propuesta de Brooks de un nuevo dólar de plata fue rechazada por el presidente del Comité Bancario de la Cámara, Wright Patman, quien había sido persuadido, en contra de su mejor juicio, por el predecesor de Nixon, Lyndon Johnson, de apoyar el uso continuo de plata en el medio dólar. . 
El 28 de marzo de 1969 murió el expresidente y general de la Segunda Guerra Mundial Dwight D. Eisenhower. Poco después, la representante de Nueva Jersey, Florence Dwyer, como Eisenhower, un republicano, sugirió que la moneda de un dólar propuesta tuviera su imagen. Habló con la representante demócrata de Misuri, Leonor Sullivan, quien estuvo de acuerdo en que el dólar debería llevar un retrato de Eisenhower como "tiempo igual" al medio dólar, que tenía la semejanza del presidente demócrata John F. Kennedy. El congresista de Connecticut Robert N. Giaimo presentó un proyecto de ley para autorizar que un dólar de Eisenhower se acuñara sin contenido de plata. La Comisión Conjunta de Monedas, con miembros de la administración y del Congreso, incluido Giaimo, recomendó el dólar en la primavera de 1969. También pidió la eliminación de la plata del medio dólar y la transferencia del Tesoro a la Administración de Servicios Generales (GSA) de cantidades de dólares de plata raros, para que pudieran venderse. Giaimo señaló que la moneda sería útil en los casinos, que estaban golpeando sus propias fichas en ausencia de monedas de un dólar en circulación, y en la industria de la venta ambulante, que estaba comenzando a vender artículos de mayor precio. 

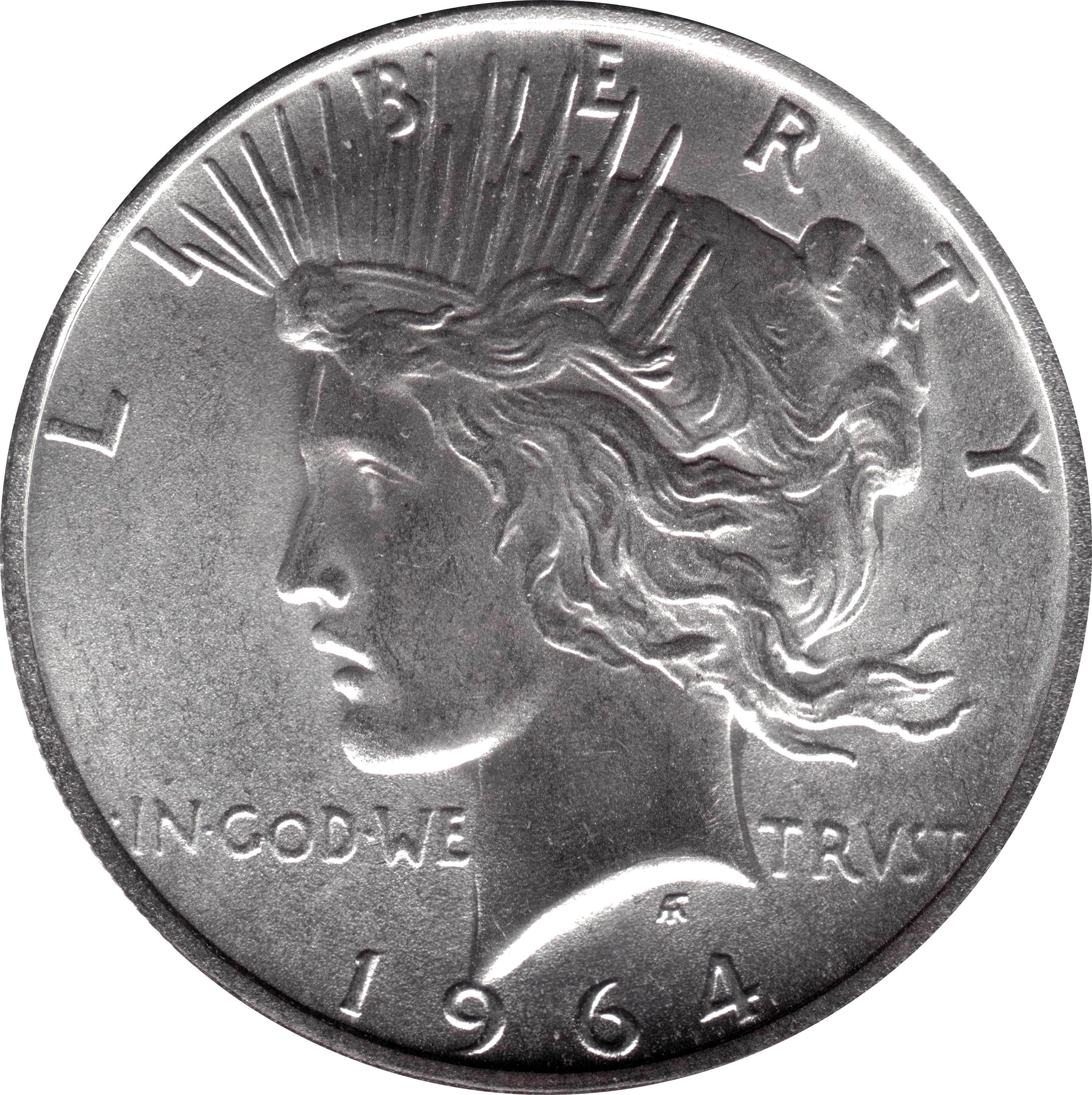
Un dólar de paz de 1964-D producido no oficialmente, acuñado sobre un dólar de plata genuino por una casa de moneda privada

El 3 de octubre de 1969, el Comité Bancario de la Cámara aprobó una legislación para un dólar Eisenhower sin plata, y Patman declaró que esperaba que el pleno de la Cámara lo aprobara a tiempo para el cumpleaños del difunto presidente el 14 de octubre. El 6 de octubre, Los patrocinadores del proyecto de ley perdieron una votación de procedimiento que no habría permitido enmiendas. Si bien algunos representantes hablaron en contra de la manera en que se consideraría la legislación, el congresista de Iowa HR Gross se opuso a la composición de metales básicos de la moneda propuesta: "No le haría ningún favor a la memoria del presidente Eisenhower acuñar un dólar hecho tal vez de chatarra ". Ambas cámaras votaron el 14 de octubre, cumpleaños de Eisenhower. Aunque la Cámara aprobó el proyecto de ley respaldado por la administración por un dólar de metal básico, el Senado aprobó el proyecto de ley enmendado por el senador de Colorado Peter Dominick, pidiendo que la pieza se acuñe en 40% de plata. Instrumental en la aprobación de la enmienda del Senado fue una carta de Mamie Eisenhower, recordando que a su esposo le había gustado dar dólares de plata como recuerdo, y había hecho un esfuerzo para obtener monedas acuñadas en el año de su nacimiento, 1890. El senador de Idaho James McClure declaró: "De alguna manera, está por debajo de la dignidad de un gran presidente como el general Eisenhower retener plata de la moneda". El 29 de octubre de 1969, el representante de TexasRobert R. Casey presentó una legislación para honrar tanto a Eisenhower como al reciente alunizaje del Apolo 11 en la Luna. Estas disposiciones pasarían a formar parte del proyecto de ley promulgado que autoriza el dólar de Eisenhower. Casey originalmente quería que el tema de la misión del Apolo 11, "Vinimos en paz para toda la humanidad", apareciera en la moneda; cuando la Casa de la Moneda le informó que no había lugar para esa inscripción, se conformó con exigir que el diseño inverso fuera emblemático de ese tema. 
En marzo de 1970, las dos casas llegaron a un compromiso por el cual se recaudarían 150 millones de dólares en la aleación de plata al 40% para coleccionistas y otros. El dólar circulante, sin embargo, no tendría plata y sería acuñado en cantidades mayores. Las 47,4 millones de onzas troy de plata necesarias para golpear las piezas de colección provendrían de lingotes que ya posee el gobierno. El compromiso fue elaborado por McClure y otros republicanos del Congreso, con la ayuda de Brooks, un ciudadano de Idaho. McClure describió el acuerdo como "mucho menos de lo que el país merece, pero mucho más de lo que parecía que obtendríamos". La razón de tener una edición de coleccionista con plata era evitar el atesoramiento que había hecho que el medio dólar Kennedy fuera de circulación. 
Aunque el compromiso fue aprobado por el Senado en marzo de 1970, fue bloqueado en la Cámara por el representante Patman, quien estaba decidido a poner fin a la plata en la acuñación. El Senado volvió a aprobar el proyecto de ley en septiembre, esta vez adjuntándolo como anexo a un proyecto de ley de la sociedad de cartera de un banco solicitado por Patman. El proyecto de ley, que también incluía disposiciones para eliminar la plata del medio dólar y transferir los raros dólares de plata a la GSA, fue aprobado por un comité de conferencia y aprobado por ambas cámaras. Nixon tenía la intención de que el proyecto de ley se convirtiera en ley sin su firma. Cuando los asistentes se dieron cuenta de que, dado que el Congreso había aplazado, no firmar el proyecto de ley supondría un veto de bolsillo.El 31 de diciembre de 1970, Nixon lo firmó apresuradamente sólo unos minutos antes de la fecha límite de medianoche. 

## Diseño

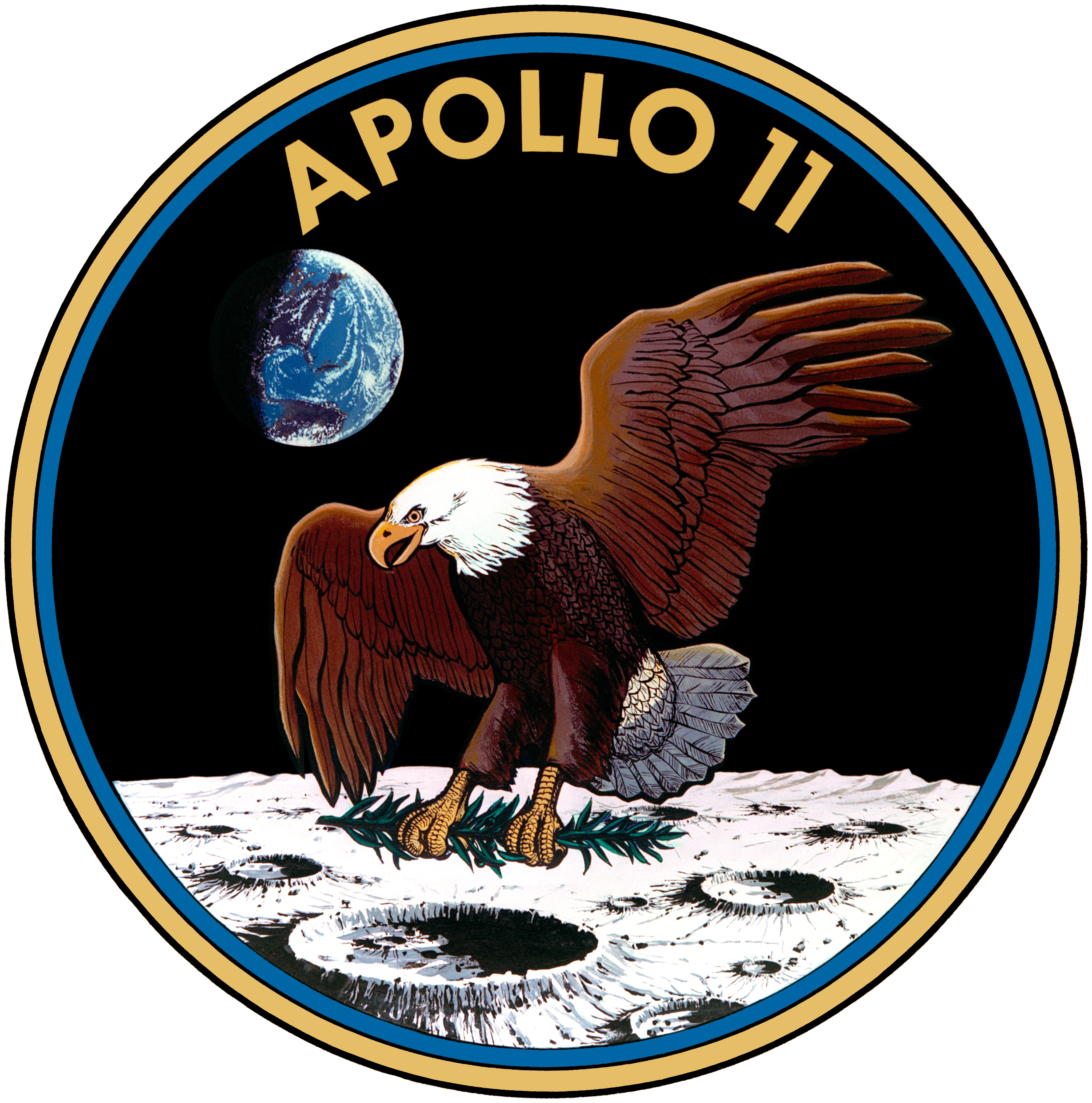
La insignia de la misión Apolo 11, diseñada por el astronauta Michael Collins, sirvió como base para el reverso del dólar de Eisenhower.

Para el grabador jefe de la Casa de la Moneda, Frank Gasparro, la oportunidad de poner a Eisenhower en una moneda fue el cumplimiento de un sueño de toda la vida. El 19 de junio de 1945, Gasparro había sido uno de los más de 4 millones de personas que se reunieron en Nueva York para presenciar un desfile que celebraba la victoria aliada en Europa. Aunque Gasparro, entonces asistente de grabador en la Casa de la Moneda, solo vio un destello del general Eisenhower, se apartó de la multitud y dibujó los rasgos del general. Ese boceto sirvió de base para su diseño del anverso. Gasparro consultó con la viuda del difunto presidente, Mamie Eisenhower, sobre los diseños de ambas caras de la moneda; Brooks y Gasparro obsequiaron a la ex primera dama un galvano (un modelo metálico utilizado en el proceso de diseño de la moneda) el 1 de enero de 1971. Gasparro escribió en 1991 que tenía seis semanas para completar el trabajo a partir de mediados de noviembre de 1970, que su extensa investigación sobre las águilas a lo largo de los años fue de gran ayuda para crear el reverso y que sus bocetos fueron adoptados sin cambios. Al grabador jefe no se le dio plena libertad de diseño; se le indicó que el diseño del anverso se asemejara al del barrio de Washington . 
Antes de que se aprobara la legislación, Gasparro había preparado dos reversos, el que realmente se usó, y un reverso con un águila heráldica más formal, que el historiador numismático y comerciante de monedas Q. David Bowers recuerda a las monedas de patrón preparadas en la década de 1870. Ante la insistencia del Congreso, el grabador jefe creó un diseño en conmemoración del aterrizaje lunar del Apolo 11, basado en el parche de la misión concebido por el astronauta Michael Collins y otros. Bowers considera que la elección del aterrizaje lunar fue "un golpe de genialidad", permitiendo que el dólar, que sería poco utilizado en el comercio, sea un recordatorio tanto de Eisenhower como de la misión a la Luna. El reverso muestra un águila (que representa el módulo lunar Eagle) bajando en picado sobre la superficie de la Luna, sosteniendo una rama de olivo, símbolo de paz, en sus garras. 
Algunos funcionarios del gobierno se habían opuesto inicialmente al uso del diseño del parche de la misión de Collins debido a la expresión feroz del águila; El concepto inicial de Gasparro encontró objeciones similares. La directora de la Casa de la Moneda recordó que Gasparro había ido al zoológico de Filadelfia para observar las águilas y, a su regreso, había preparado un diseño que, en su opinión, enfatizaba la naturaleza depredadora del águila. Brooks informó a Gasparro que el águila era "demasiado feroz, demasiado belicosa, un poco demasiado agresiva" y pidió que la expresión se hiciera más amigable. Gasparro, quien al parecer no estaba contento por tener que cambiar el águila, describió la versión final como "de aspecto agradable". El Departamento de EstadoTambién temió que la expresión del águila pudiera ofender y buscó un rostro neutral. La Tierra distante se puede ver sobre el pájaro, y hay 13 estrellas en honor a los estados originales. 
Bowers considera que el busto de Eisenhower está "bien modelado" por Gasparro, y señala que el hecho de que el águila en el reverso sostiene solo una rama de olivo, en lugar de flechas también (símbolo de guerra), "significó que al público le gustaría el diseño.. " Sin embargo, señala que la expresión severa de Eisenhower fue ampliamente criticada por no ser típica de un hombre conocido por su genialidad. autor numismático David Lange opina que "el dólar de Eisenhower es uno de los productos más pobres que emanan de la Casa de la Moneda de Estados Unidos". Lange escribe que, aunque Gasparro había diseñado solo una cara de la moneda para el medio dólar Kennedy y el reverso del Lincoln Memorial por un centavo, "el dólar de Eisenhower fue solo su diseño y debería haber servido como escaparate de su talento. Lamentablemente, es un diseño mediocre que revela su tratamiento típicamente antinatural del cabello de Ike y las plumas de águila". Algunos coleccionistas se quejaron después del lanzamiento de que la Tierra no se mostraba completamente, sin darse cuenta de que Gasparro había seguido cuidadosamente la insignia de la misión. El grabador jefe respondió aclarando el diseño. 

## Lanzamiento

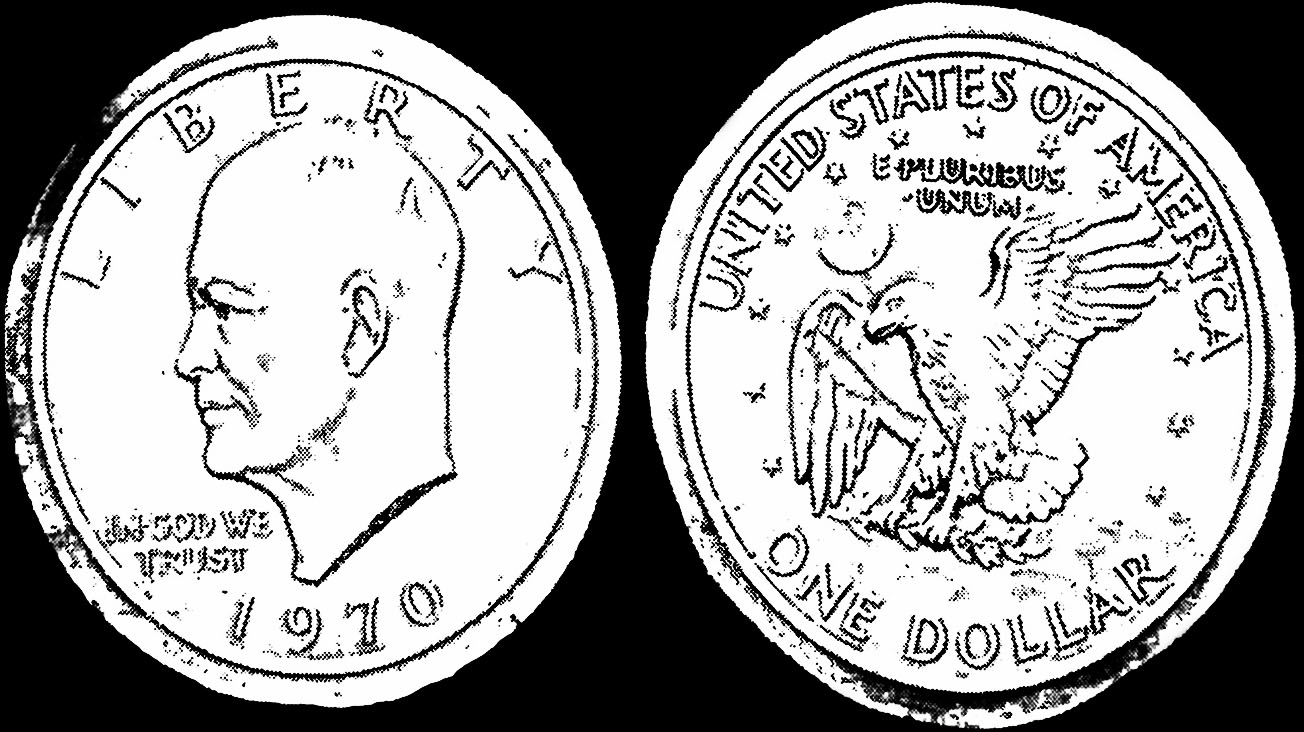
El diseño del dólar de Eisenhower publicado por el Tesoro en enero de 1971 (probablemente a partir de fotografías del galvano)

Se obtuvieron dos dólares prototipo en la Casa de la Moneda de Filadelfia el 25 de enero de 1971; posteriormente fueron destruidos. Sin embargo, los coleccionistas han encontrado al menos dos monedas 1971-S que han sido certificadas como prototipos. Golpear piezas tan grandes de duro cobre-níquel resultó destructivo para los troqueles de la Casa de la Moneda, y Gasparro utilizó repetidamente el torno reductor Janvier para rebajar el relieve que se utilizaría en los cierres de circulación y las monedas revestidas de plata sin circular. El grabador jefe alteró el dado maestro resultante directamente para restaurar al menos algunos de los detalles que se perdieron al bajar el relieve. Las monedas de prueba acuñadas en San Francisco, sin embargo, permanecieron en alto relieve. Esto significó que en 1971 y durante gran parte de 1972 (hasta que se usó acero de mejor calidad en los troqueles), los golpes sin circular tenían un relieve más bajo, una superficie menos detallada, en comparación con las monedas de prueba. Las monedas de prueba se golpean lentamente, y generalmente varias veces, para resaltar todos los detalles. huelga de dólares de Eisenhower para su circulación comenzó en Denver el 3 de febrero, aparentemente sin ninguna ceremonia; La acuñación en Filadelfia también comenzó a principios de año, aunque Bowers, en su amplia enciclopedia de monedas de plata y dólares revestidos, no registra una fecha específica. Los primeros dólares Eisenhower en 40% de plata, con un acabado sin circular, se obtuvieron en la San Francisco Assay Office (hoy San Francisco Mint) el 31 de marzo de 1971; Brooks operaba ceremoniosamente las prensas. La primera moneda acuñada fue para presentarla a Mamie Eisenhower; el segundo para David Eisenhower (nieto de Dwight y Mamie Eisenhower) y el tercero para el suegro de David Eisenhower, el presidente Nixon. 
El 29 de enero de 1971, la Casa de la Moneda anunció los precios de las piezas de plata al 40% que se acuñarían en San Francisco: $ 3 para muestras sin circular y $ 10 para piezas de prueba con superficie de espejo, con pedidos que se tomarán por correo a partir del 1 de julio. con un límite de cinco de cada uno por cliente. Los formularios de pedido para el público se enviaron a 44.000 oficinas de correos y 33.000 bancos, con instrucciones de no entregarlos hasta el 18 de junio. La Casa de la Moneda devolvió algunos pedidos por haberlos enviado demasiado pronto. conjuntos de monedas circulantes de 1971 no incluían el dólar de Eisenhower. 
Las primeras acuñaciones de prueba, en San Francisco, tuvieron lugar en julio. Las piezas de prueba se vendieron en un soporte de plástico dentro de una caja marrón con un sello de águila de oro; las piezas de plata no circuladas estaban envueltas en pliofilm dentro de un sobre azul. Estos fueron apodados "Ikes marrones" y "Ikes azules" y todavía se conocen por esos términos. El 27 de julio de 1971, el presidente Nixon presentó la primera pieza golpeada a Mamie Eisenhower en una ceremonia en la Casa Blanca. Las ventas de las piezas de plata al 40% finalizaron el 8 de octubre; las primeras monedas de prueba se enviaron por correo a los coleccionistas el 14 de octubre, cumpleaños del presidente Eisenhower. 
Las acuñaciones de circulación revestidas del dólar de Eisenhower, la moneda revestida más grande jamás emitida por la Casa de Moneda de los Estados Unidos, estuvieron disponibles para el público en general a través de los bancos a partir del 1 de noviembre de 1971. Muchas fueron atesoradas por coleccionistas; Inicialmente había suficiente demanda de monedas, por lo que muchos bancos impusieron un límite de una moneda por cliente. Las piezas revestidas fueron extraídas de una tira de monedas comprada por la Casa de la Moneda a los contratistas. Muchos no quedaron bien impresionados, lo que provocó que los coleccionistas compraran rollos en busca de mejores ejemplares. Se encontró una película aceitosa en un gran número de monedas; estas monedas fueron limpiadas por coleccionistas. 
Aunque inicialmente hubo un gran interés público en el nuevo dólar, desde el principio la moneda aún no circulaba. En 1976, un estudio del Tesoro realizado en conjunto con una empresa del sector privado encontró que el dólar de Eisenhower tenía una tasa de desgaste cercana al 100 por ciento, es decir, casi siempre, una moneda se usaba en una sola transacción y luego dejaba de circular (por En comparación, la tasa de deserción del trimestre fue cercana a cero). Esto se debió al tamaño y peso voluminosos de la moneda, y a la falta de usos potenciales para ella. Aun así, logró reemplazar rápidamente los tokens de emisión privada en los casinos de Nevada. Según el numismático Randy Camper, más del 70% de los dólares Eisenhower "circulantes" se utilizaron en casinos. Aunque la industria de las máquinas expendedoras presionó por el dólar de Eisenhower, pocas máquinas fueron modificadas para aceptar las monedas. Lange recordó: "El hecho es que estas monedas nunca circularon fuera de los casinos y áreas cercanas, y no recuerdo haber visto una máquina expendedora que las aceptara". 

## Producción

### Primeros años (1971-1974)
Casa de la Moneda ganó más de 125 millones de dólares de Eisenhower en 1971, más del doble de su mayor producción anual por una moneda de un dólar. A pesar de un aumento de la acuñación en 1972 a más de 170 millones, y a pesar de lo que la revista COINage denominó "medidas casi heroicas por parte de la Casa de la Moneda", la pieza no circuló. En un artículo de 1974 para COINage, el numismático Clement F. Bailey señaló que "el valor de circulación de la moneda ha sido nulo". Muchos dólares de Eisenhower fueron apartados como suvenires por no coleccionistas. Sin embargo, las monedas de plata se vendieron tan bien que en octubre de 1971, el director de la Casa de la Moneda, Brooks, advirtió que los pedidos de dólares de prueba 1971-S no se completarían hasta bien entrado 1972. Ella atribuyó el retraso a la gran demanda pública y a las dificultades de producción que ella indicado había sido corregido. Se vendieron más de 11 millones de las piezas de plata de 1971-S, en prueba y sin circular, con casi 7 millones en prueba. En mayo de 1972, el secretario del Tesoro, John Connally, testificando ante un comité del Senado, describió las ganancias que la Casa de la Moneda había obtenido con la versión plateada del dólar de Eisenhower como "simplemente inconcebibles", con una ganancia promedio de una moneda de plata de $ 3.89, y se espera que aumente a medida que la producción se vuelva más eficiente. Los funcionarios de la Casa de la Moneda sintieron que reducir el precio enojaría a quienes ya habían comprado las piezas. 

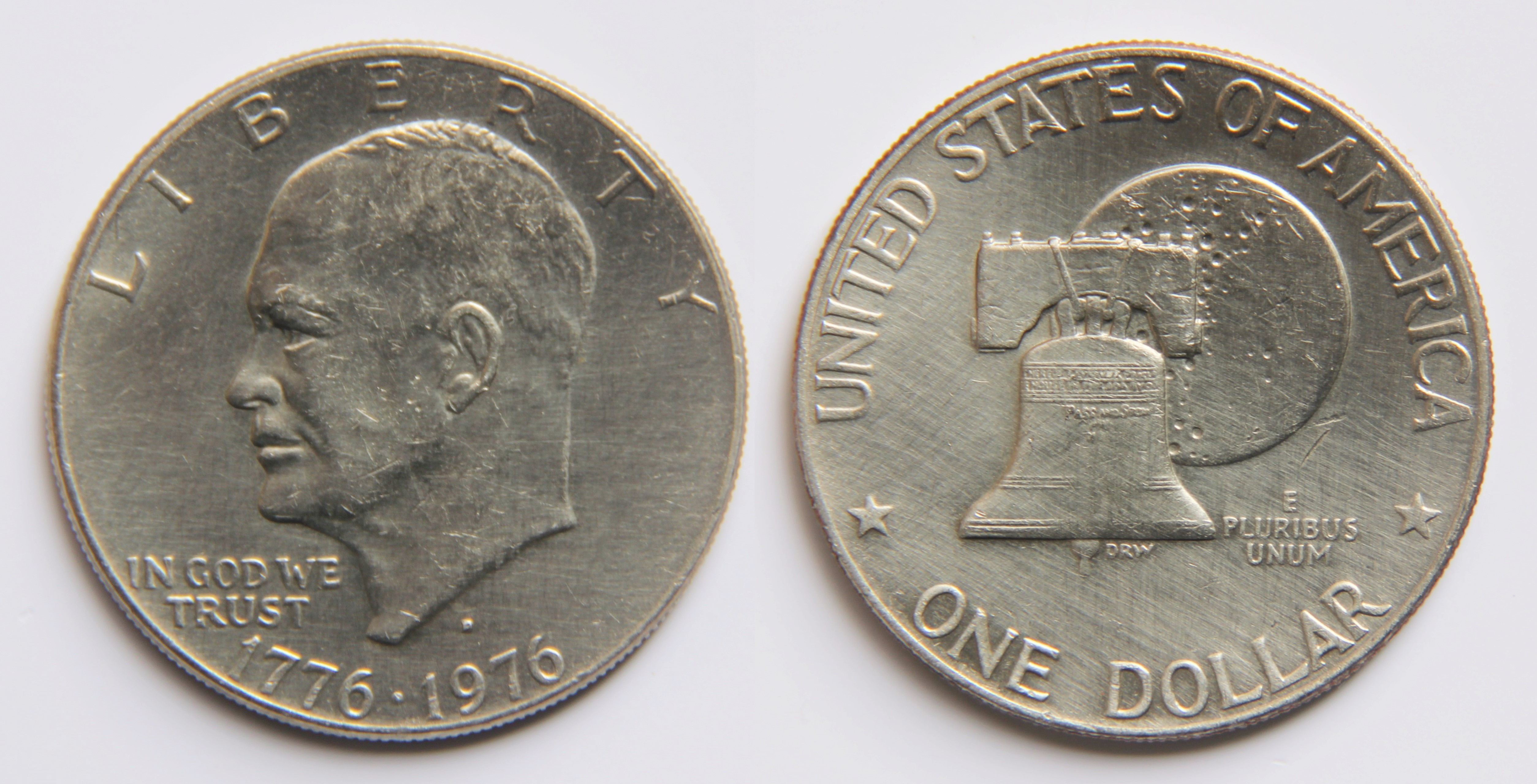
Dólar de Eisenhower Del Bicentenario acuñado en 1976

Las piezas de plata de 1972 se acuñaron nuevamente en San Francisco. Las ventas cayeron considerablemente, a poco menos de 2,2 millones de especímenes sin circular y 1,8 millones en prueba. Los dólares Eisenhower de 1972-S parcialmente plateados estaban disponibles para la venta por pedido por correo, con el período de pedido del 1 de mayo al 15 de julio para las monedas de prueba y del 1 de agosto al 16 de octubre para la versión no circulada. 
Con abundantes suministros de dólares de Eisenhower, la Reserva Federal no tuvo necesidad de pedir ninguno en 1973, y ninguno fue puesto en circulación. Los dólares de 1973 y 1973-D fueron los primeros dólares de Eisenhower para su inclusión en conjuntos de acuñaciones y, en teoría, solo estaban disponibles de esa manera. A lo largo de los años, se han encontrado en circulación muchas monedas de dólares de 1973 y 1973-D, lo que ha llevado a la especulación de que las 230,798 piezas que se informaron se derritieron, después de que la Casa de la Moneda no vendiera tantos juegos de acuñaciones como se esperaba, se pusieron en circulación. John Wexler, Bill Crawford y Kevin Flynn, en su volumen sobre dólares de Eisenhower, lo niegan, citando una carta de 1974 del subdirector de la Casa de la Moneda de Servicios Públicos Roy C. Cahoon. El 1973-S fue golpeado para su inclusión en conjuntos de prueba de metales base, así como para los "Ikes azules" y los "Ikes marrones" regulares. Las ventas de las piezas de plata se redujeron a un total de poco menos de 2,9 millones. La moneda se acuñó nuevamente para su circulación en 1974, se incluyó en juegos de acuñaciones y juegos de prueba, y estaba disponible en prueba y sin circular revestida de plata de San Francisco. Congreso ordenó que parte del dinero de la venta de piezas de plata de 1974-S se utilizara para apoyar al Eisenhower College.en Seneca Falls, Nueva York. Los coleccionistas de monedas sintieron que esto sentaba un mal precedente, pero se pagaron alrededor de $ 9 millones a la universidad entre 1974 y 1978; sin embargo, a pesar de la inyección de dinero, la universidad cerró sus puertas en 1982. 

### Edición del bicentenario (1975-1976)

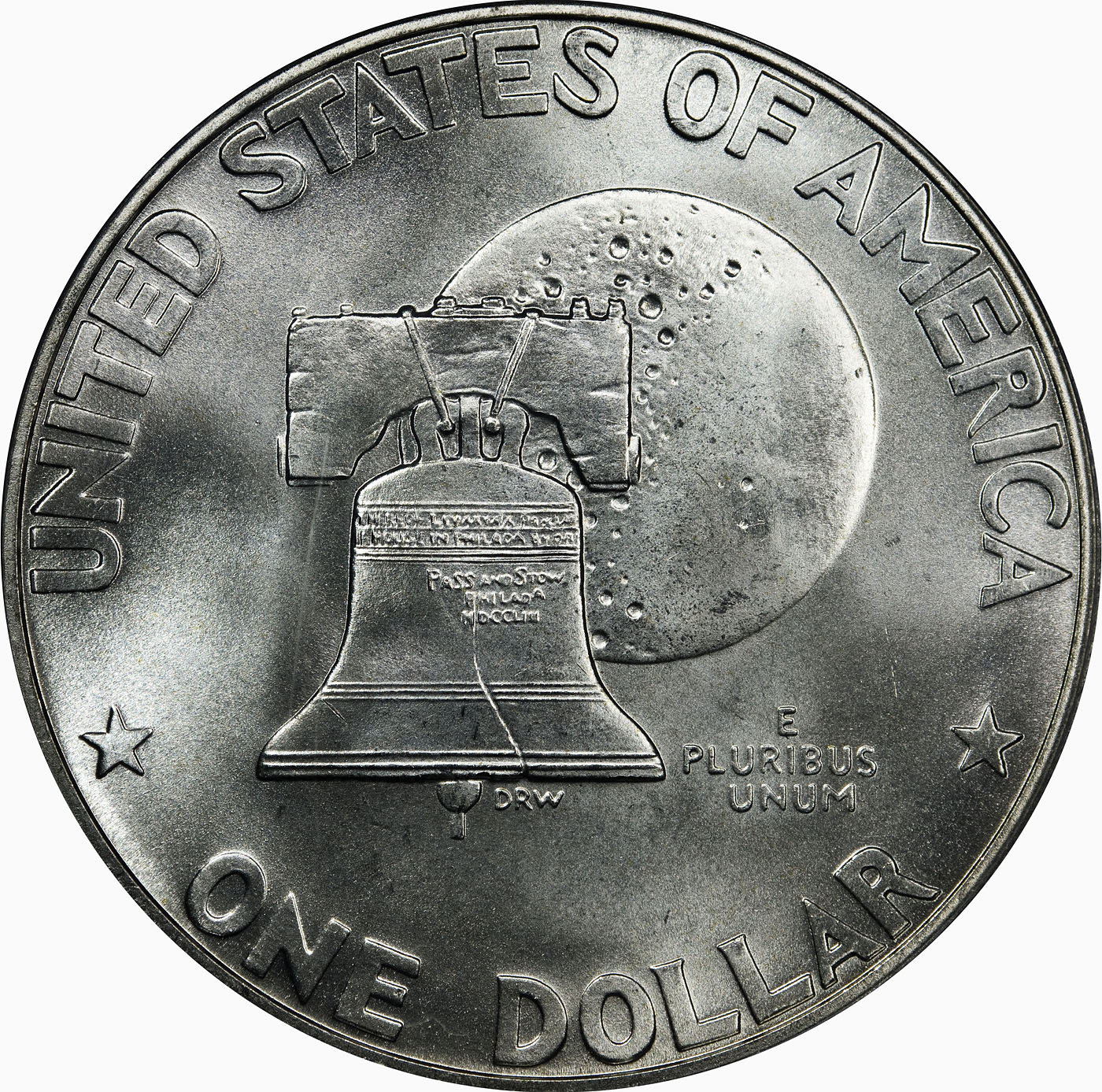
Bicentenario Tipo I

Estados Unidos había emitido monedas conmemorativas entre 1892 y 1954, como un medio de recaudación de fondos para organizaciones consideradas dignas de apoyo federal. Se designaría una organización patrocinadora en la legislación de autorización, y se le permitiría comprar la emisión a su valor nominal, venderla al público con una prima y embolsarse la diferencia. Varios problemas con las cuestiones, incluida la mala gestión de las distribuciones y las quejas de que las monedas públicas no deberían utilizarse para fines de lucro privado, dieron lugar a una firme oposición del Departamento del Tesoro a tales cuestiones, y ninguna se resolvió después de 1954. 
La Comisión del Bicentenario Revolucionario Estadounidense (ARBC) fue establecida por el Congreso en 1966 como un organismo de supervisión para el bicentenario de la independencia estadounidense en 1976 (el "Bicentenario"). En 1970, su comité asesor de monedas y medallas recomendó la emisión de un medio dólar especial y, posteriormente, el comité buscó el rediseño temporal de las monedas estadounidenses en circulación. Brooks y la Casa de la Moneda inicialmente se opusieron a la legislación para llevar a cabo estas propuestas, pero finalmente Brooks apoyó la legislación para rediseñar las inversiones de las monedas de un cuarto, medio dólar y un dólar, y para emitir juegos especiales de colección revestidos de plata. La legislación para autorizar esto fue firmada por el presidente Nixon el 18 de octubre de 1973. Según los términos de esta legislación, las monedas de esta denominación acuñadas para entrega después del 4 de julio de 1975 y antes del 31 de diciembre de 1976 tendría reveses especiales y también estaría fechado entre 1776 y 1976. Un total de 15 millones de juegos (45 millones) de monedas en total se acuñarían revestidas de plata para su venta al público con una prima.
Los diseños del reverso de las tres monedas del Bicentenario fueron determinados por un concurso de diseño abierto al público. Esta competencia se cerró en enero de 1974, y en marzo, un diseño presentado por el estudiante de arte de 22 años Dennis R. Williams fue seleccionado por un dólar. Williams, la persona más joven hasta ese momento en diseñar una moneda estadounidense, había presentado un diseño que representaba la Campana de la Libertad superpuesta a la Luna. Gasparro modificó ligeramente el diseño, simplificando las características visibles en la superficie lunar y alterando las letras y la campana. Williams y los diseñadores de las otras denominaciones operaron las prensas para acuñar las primeras monedas el 12 de agosto de 1974; un conjunto de estos prototipos se le dio más tarde al nuevo presidente, Gerald Ford. El diseño de Williams fue del agrado del público, pero atrajo críticas de algunos numismáticos, ya que la Campana de la Libertad se había utilizado anteriormente en monedas (por ejemplo, en el medio dólar de Franklin ). Temiendo que se atesorara una pieza de 1975 de baja acuñación, la Casa de la Moneda obtuvo una legislación en diciembre de 1974 que le permitía continuar acuñando piezas con fecha de 1974 hasta que comenzó a acuñar piezas del Bicentenario. 

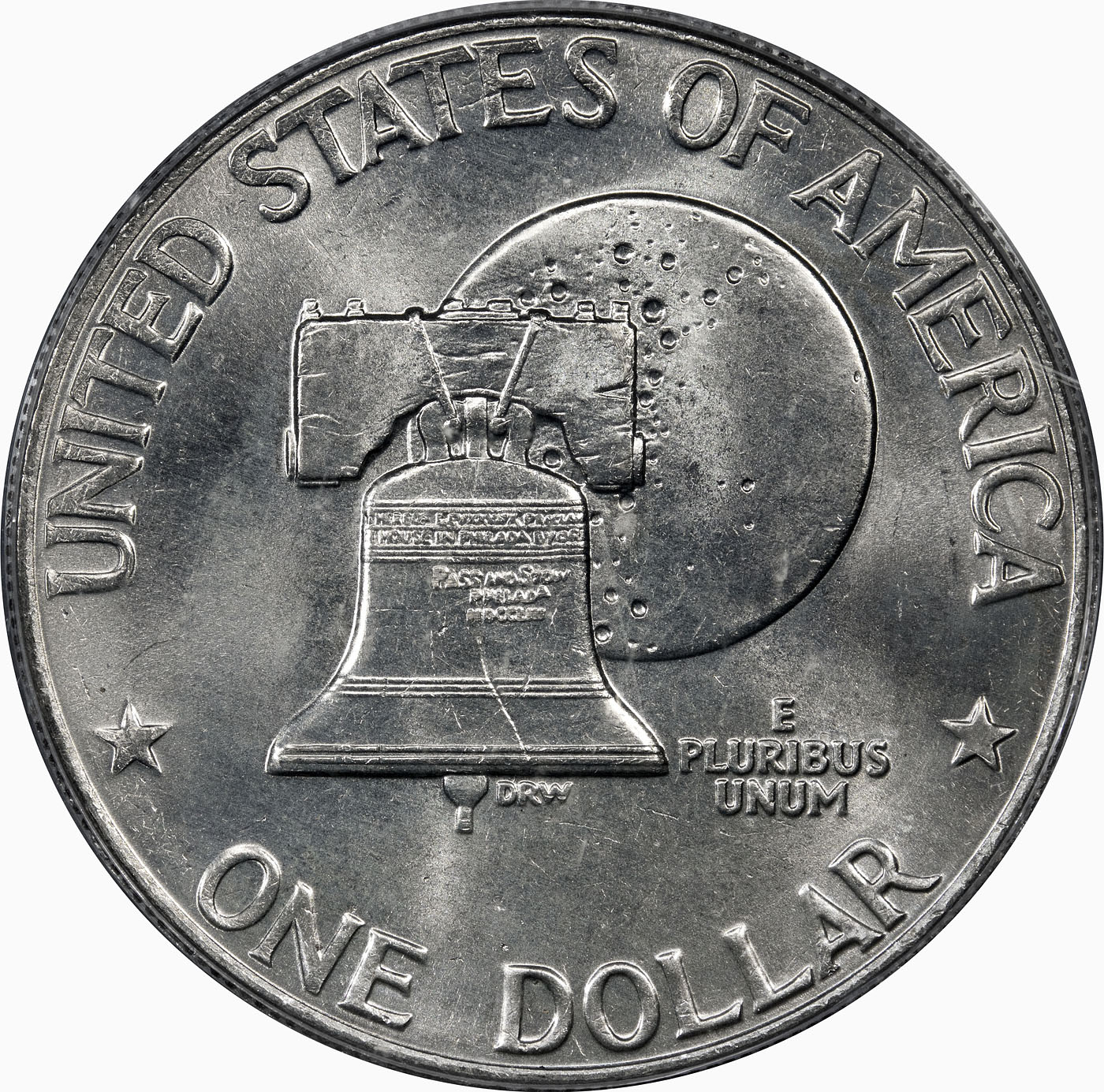
Bicentenario Tipo II

Los dólares del Bicentenario fueron los primeros de las tres denominaciones que se acuñaron para su distribución al público; estos fueron acuñados a partir de febrero de 1975. Las piezas de plata se acuñaron en San Francisco a partir del 23 de abril de 1975. La Casa de la Moneda descubrió que el dólar de cobre y níquel golpeaba indistintamente, un problema que no se veía con las piezas de plata. Brooks ordenó detener la producción para permitir que Gasparro modificara las matrices; el cambio más notable es que la edición revisada, o Tipo II, como se le conoció, tiene letras más estrechas y nítidas en el reverso. Todas las piezas de plata (acuñadas solo en San Francisco) son Tipo I; las tres casas de moneda golpearon piezas de cobre-níquel Tipo I y Tipo II. Todos los dólares incluidos en los conjuntos de pruebas de 1975 son Tipo I; todos los incluidos en los conjuntos de pruebas de 1976 son de Tipo II. Los primeros dólares del Bicentenario se pusieron en circulación el 13 de octubre de 1975. Se acuñaron más de 220 millones. El diseño del Bicentenario no se utilizó después de 1976; La Casa de la Moneda vendió conjuntos de monedas del Bicentenario revestidas de plata hasta que finalmente se cerraron las ventas a finales de 1986.
Se conoce una moneda del Bicentenario de prueba en plata y sin marca de ceca, similar al dólar en el conjunto de prototipos entregado al presidente Ford. Esta pieza supuestamente provino de un cajón de la caja registradora en los grandes almacenes Woodward & Lothrop en Washington D. C. Thomas K.DeLorey, quien entonces era reportero de Coin World, habló con el descubridor y sospechó de la historia, pensando que era más probable que el La moneda se obtuvo subrepticiamente del gobierno. Entonces se negó a cuestionar el origen, temiendo que pudiera ser incautado y, por lo tanto, no estuviera disponible para los numismáticos. La pieza recaudó casi $ 30,000 por venta privada en 1987.

## Años finales y reemplazo

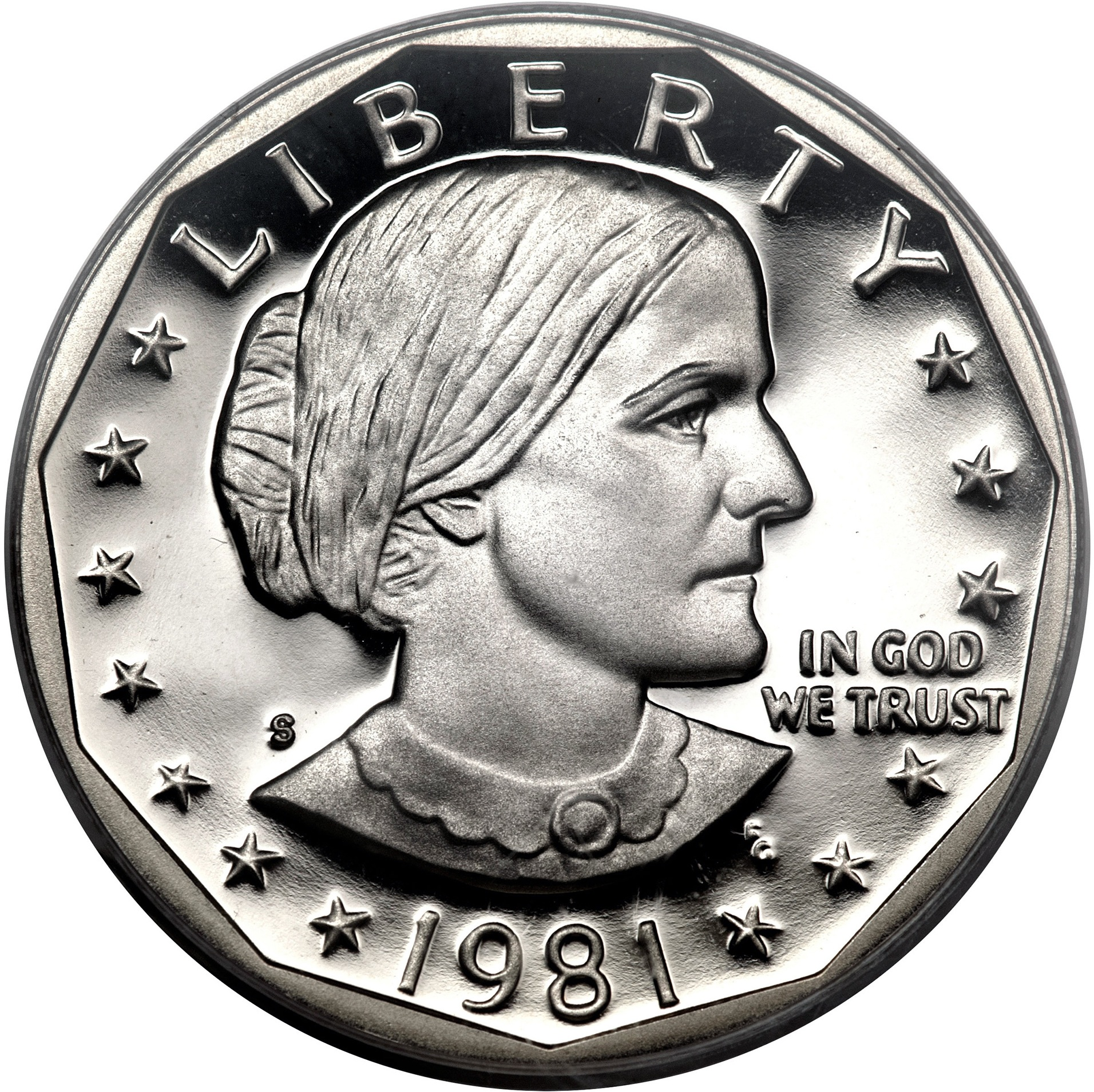
El dólar de Susan B. Anthony

Para 1975, el Tesoro estaba preocupado por la pérdida de recursos por golpear el dólar, que no circulaba. Contrató a una empresa privada para estudiar las seis denominaciones actuales de la moneda estadounidense y hacer recomendaciones. La firma concluyó en su informe que el dólar de Eisenhower era demasiado grande y pesado para circular de manera efectiva, pero si el diámetro se reducía en aproximadamente un tercio y el peso en dos tercios, podría usarse. Ese informe encontró que "el dólar de Eisenhower no ha sido ampliamente aceptado por el público debido a su gran tamaño y peso". En enero de 1977, justo antes de dejar el cargo, el secretario del Tesoro de Ford, William E. Simon, propuso la eliminación del centavo y medio dólar y una reducción del tamaño del dólar. Según Bowers, el Tesoro había llegado a creer que una moneda tan grande como el dólar de Eisenhower simplemente no circularía en los Estados Unidos. 
La Casa de la Moneda golpeó piezas de patrones de menor tamaño, con varias formas y composiciones. Se consideró una moneda de 11 caras, lo que la habría diferenciado del cuarto, pero los patrones no funcionarían en las máquinas expendedoras. Se consideraron metales tan exóticos como el titanio antes de que la Casa de la Moneda se decidiera por la composición estándar del revestimiento. Gasparro preparó, para las piezas circulantes, un diseño que muestra la Libertad con el pelo suelto, similar a las primeras monedas americanas. 
Mientras el dólar de Eisenhower esperaba su desaparición, se acuñaron aproximadamente 50 millones por año, utilizando el diseño del águila para el reverso. En ambos años, la mayoría acuñada fue en Denver. No se publicó ninguna edición de coleccionista de plata; los Ikes azul y marrón terminaron en 1974. 
El nuevo secretario del Tesoro, Michael Blumenthal, apoyó el diseño de Gasparro en testimonio ante el Congreso; El senador de Wisconsin William Proxmire calificó la posición de Blumenthal de "evasión". Proxmire se negó a presentar el proyecto de ley, que habría dejado la elección del diseño a Blumenthal o su sucesor, en lugar de presentar su propia legislación para conmemorar a la primera líder de los derechos de las mujeres, Susan B. Anthony. Muchos en el nuevo Congreso y en la Administración Carter eran progresistas sociales y apoyaban la liberación de las mujeres. La representante de Ohio, Mary Rose Oakar, también presentó una legislación para un dólar Susan B. Anthonyen octubre de 1978; pasó rápidamente por el Congreso y fue firmado por el presidente Jimmy Carter. A Gasparro se le dieron fotografías de Anthony y se le pidió que reprodujera su apariencia exactamente en la moneda. La expresión severa de Anthony hizo que algunos lo llamaran el dólar de "Susan B. Agony". El reverso del dólar de Eisenhower se utilizó para el dólar de Anthony. Convencida de que el público atesoraría las nuevas piezas, Mint Bureau produjo 500 millones antes de su lanzamiento oficial al público el 2 de julio de 1979. No tenía por qué preocuparse; el público rápidamente rechazó la nueva moneda por ser demasiado cercana en tamaño y peso al cuarto de dólar, y la producción para la circulación cesó después de 1980. directora de la Casa de la Moneda Stella Hackel Simsdeclaró, "la gente está acostumbrada al dólar de Eisenhower, pero con el tiempo, se acostumbrarán al Susan". Se intentó dar los nuevos dólares más pequeños como cambio en las transacciones postales y forzar su uso por parte del personal militar estadounidense en Europa; ambos fallaron. 
El dólar de Eisenhower es la última moneda de dólar de emisión regular que se acuñó en plata (los coleccionistas y las emisiones de prueba se acuñaron con una pureza de 40% Ag ), la última moneda de dólar que se acuñará en el tamaño grande original, y el único 'dólar grande' en circulación que se acuñó en cuproníquel . 

## Coleccionismo

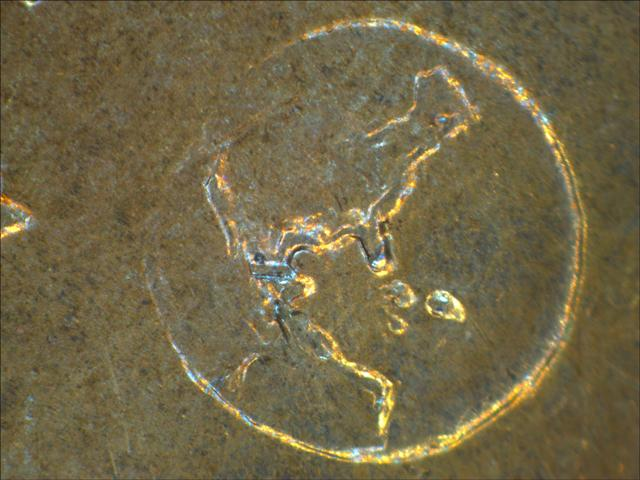
Dólar de Eisenhower tipo I

Recopilado por fecha y marca de ceca, ningún dólar de Eisenhower es raro y se puede adquirir un juego completo sin dificultad. Sin embargo, muchos fueron golpeados gravemente, sin todos los detalles, especialmente en 1971 y 1972, y la mayoría de las piezas adquirieron mellas, raspaduras o "marcas de bolsas" por el contacto entre sí poco después del golpe. Aunque las monedas de plata de menor grado se pueden derretir, esto no es práctico para los dólares de Eisenhower debido a la falta de contenido de metales preciosos, y los comerciantes a menudo intentan obtener cualquier prima que puedan sobre el valor nominal. Completar un juego de especímenes de la más alta calidad puede ser difícil y costoso, especialmente para los de 1971 y 1972 de Filadelfia o Denver, que no se vendieron en juegos de acuñaciones y, por lo tanto, solo llegaron a los coleccionistas a través de los bancos. Una pieza de 1973-D, atada con otros diez especímenes para la más fina conocida de esa fecha y marca de ceca en estado casi prístino MS-67 se vendió en junio de 2013 por $ 12,925. Según el escritor numismático Steve Reach, "a medida que más personas envían monedas de la era moderna como los dólares de Eisenhower para la certificación de terceros, la verdadera rareza de muchos temas en los mejores grados se hace evidente". 

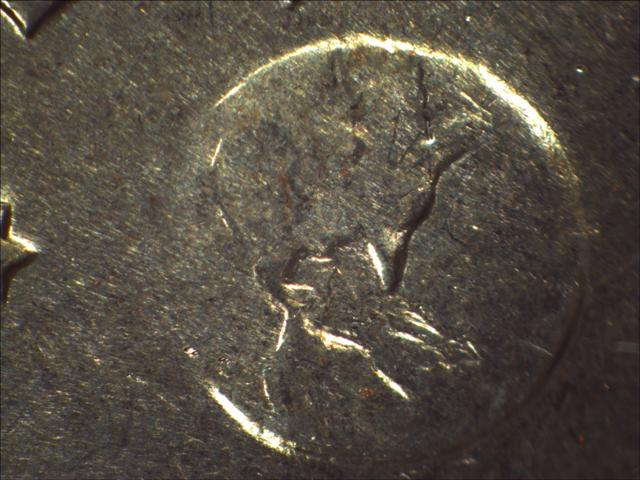
Dólar de Eisenhower tipo II

Algunas de las piezas de 1971-D exhiben una variedad en la que (entre varias diferencias) el águila carece de líneas en las cejas, estas han sido denominadas por los especialistas en dólares de Eisenhower como "Patrón de águila amigable". El dólar de 1972 acuñado en Filadelfia se divide en tres variedades, que se fabricaron cuando Gasparro ajustó el diseño para aprovechar el mejor acero que se usaba en los troqueles de la Casa de la Moneda. Brooks anunció un cambio a mitad de año en el diseño de la Asociación Estadounidense de Numismática.en la convención de 1972 en Nueva Orleans, aunque no dijo exactamente qué se estaba cambiando. Las tres variedades se pueden diferenciar examinando la representación de la Tierra en el reverso. Los dólares de tipo I muestran la Tierra algo aplanada, Florida apuntando hacia el sureste, con las islas principalmente al sureste de la punta de la península. La Tierra es redonda y Florida apunta hacia el sur en el Tipo II, con una única isla grande al sureste. El Tipo III es similar al Tipo II, excepto que hay dos islas directamente al sur de la península. El Tipo II es de un solo dado inverso, usado en marzo de 1972, y colocado erróneamente en servicio en Filadelfia; es idéntico y debería haber sido usado para los golpes a prueba de plata en San Francisco. El Tipo III se puso en servicio, reemplazando al Tipo I, en septiembre de 1972. El Tipo I es el más común; el diseño Tipo III se utilizó en 1973 y después. El Tipo II de 1972 es caro en los mejores grados, al igual que el Tipo I de 1776-1976 de Filadelfia, que solo estaba disponible en juegos de acuñaciones. 

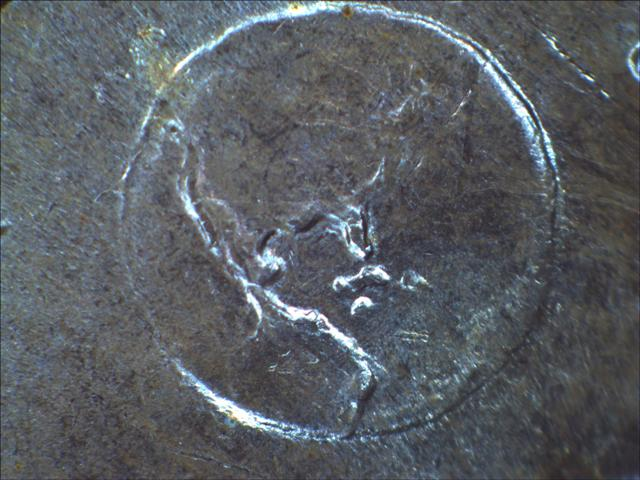
Dólar de Eisenhower tipo III

Algunas pruebas de 1971-S (y algunas 1971-S sin circular) tienen las serifas al pie de la "R" en "LIBERTY" faltantes; esto se conoce como la variedad "pata de palo". Las serifas faltan en todo 1972-S, tanto sin circular como de prueba. Después de que la Casa de la Moneda obtuvo un mejor acero para los troqueles, las serifas regresaron para todas las monedas restantes no bicentenarias, de todas las mentas, aunque la pierna de la R se acortó, y también para el Bicentenario Tipo II (el Tipo I carece de serifas en el R). Gasparro a menudo intentaba mejorar el detalle de la cabeza de Eisenhower durante el mandato de la moneda, y como la R es la letra más cercana a ella, estos cambios probablemente se hicieron en un esfuerzo por mejorar el flujo del metal cuando se golpearon las monedas. 
En 1974 y nuevamente en 1977, la Casa de la Moneda de Denver golpeó una pequeña cantidad de piezas en planchas revestidas de plata o espacios en blanco. En ambas ocasiones, estos procedían de planchas que habían sido enviadas desde la Oficina de Ensayos de San Francisco a Denver. Los primeros en 1974 fueron encontrados de forma independiente por dos crupieres de blackjack de Las Vegas. Inicialmente, las planchas de 1974 estaban destinadas a ser utilizadas para golpes de prueba "brown Ike"; La política de la Casa de la Moneda era entonces que los tablones a prueba de plata rechazados se usarían para "Ikes azules" sin circular, pero estos se colocaron en el contenedor para los tablones a prueba de cobre-níquel rechazados, destinados a ser enviados para ser acuñados para su circulación en Denver. Las piezas de 1977 fueron el resultado de piezas rechazadas para el uso de prueba de plata del Bicentenario, que nuevamente se colocaron en el contenedor equivocado (deberían haberse derretido, ya que la Casa de la Moneda ya no estaba obteniendo dólares de Eisenhower plateados sin circular). Se conocen entre 10 y 20 de cada fecha. Wexler, Crawford y Flynn informan de un dólar de plata de 1776-1976-D aún más raro, pero afirman que ninguno se ha ofrecido en una subasta o enviado a los principales servicios de clasificación de monedas. 

Bowers señala que el dólar Morgan (acuñado entre 1878 y 1921) no se recaudó ampliamente en ese momento, solo para volverse muy popular más tarde, y sugiere que un día llegará el cambio del dólar de Eisenhower. numismático Charles Morgan dijo sobre el dólar de Eisenhower en 2012,
Se erige hoy como el mayor logro en la acuñación de revestimientos en la historia de Estados Unidos. Fue la moneda técnicamente más desafiante que jamás se haya intentado ... Investigar el dólar de Eisenhower es vital para los historiadores numismáticos que desean comprender cómo fue la era posterior a la plata. El dólar de Eisenhower fue un noble fracaso. En este sentido, realmente es una moneda coleccionable perfecta. 

## Tiraje
Los dólares de eisenhower fueron acuñados deste 1971 a 1978 por su baja popularidad se disminuyó su tiraje por año 
| año   | Filadelfia  | Denver      | San Francisco |
| ----- | ----------- | ----------- | ------------- |
| 1971  | 47 799 000  | 68 587 424  |               |
| 1972  | 75 890 000  | 92 548 511  |               |
| 1973  | 2 000 056   | 2 000       | 2 769 624     |
| 1974  | 27 366 000  | 35 466 000  | 2 617 350     |
| 1976  | 117 337 000 | 103 228 274 | 4 149 730     |
| 1977  | 12 596 000  | 32 983 006  | 3 251 152     |
| 1978  | 25 702 000  | 33 012 890  | 3 127 788     |
| Total |             |             |               |